# Fidencio Oviedo
Fidencio Oviedo (Ciudad del Este, 1987. május 30. –) paraguayi labdarúgó, a Club Bolívar középpályása.